# Teorijska fizika
Teorijska fizika je grana fizike koja uključuje matematičke modele i abstrakcije fizike u pokušaju da se objasne prirodni fenomeni. Njezina jezgra je matematička fizika, ali se koriste i druge konceptualne tehnike. Cilj je racionalizirati, objasniti i predvidjeti fizičke fenomene.

## Poveznice
- Dodatak:Popis teorijskih fizičara